# Cantone di La Libertad
Il cantone di La Libertad è un cantone dell'Ecuador che si trova nella provincia di Santa Elena.
Il capoluogo del cantone è La Libertad.